# Таймасово
Тайма́сово (рос. Таймасово, башк. Яңы Таймаҫ) — село у складі Куюргазинського району Башкортостану, Росія. Входить до складу Таймасовської сільської ради.
Населення — 313 осіб (2010; 297 в 2002).
Національний склад:
- башкири — 97%

## Видатні особи

### Проживали
- Дініс Ісламов — башкирський письменник і журналіст (у селі працював вчителем).